# Polski Związek Alpinizmu

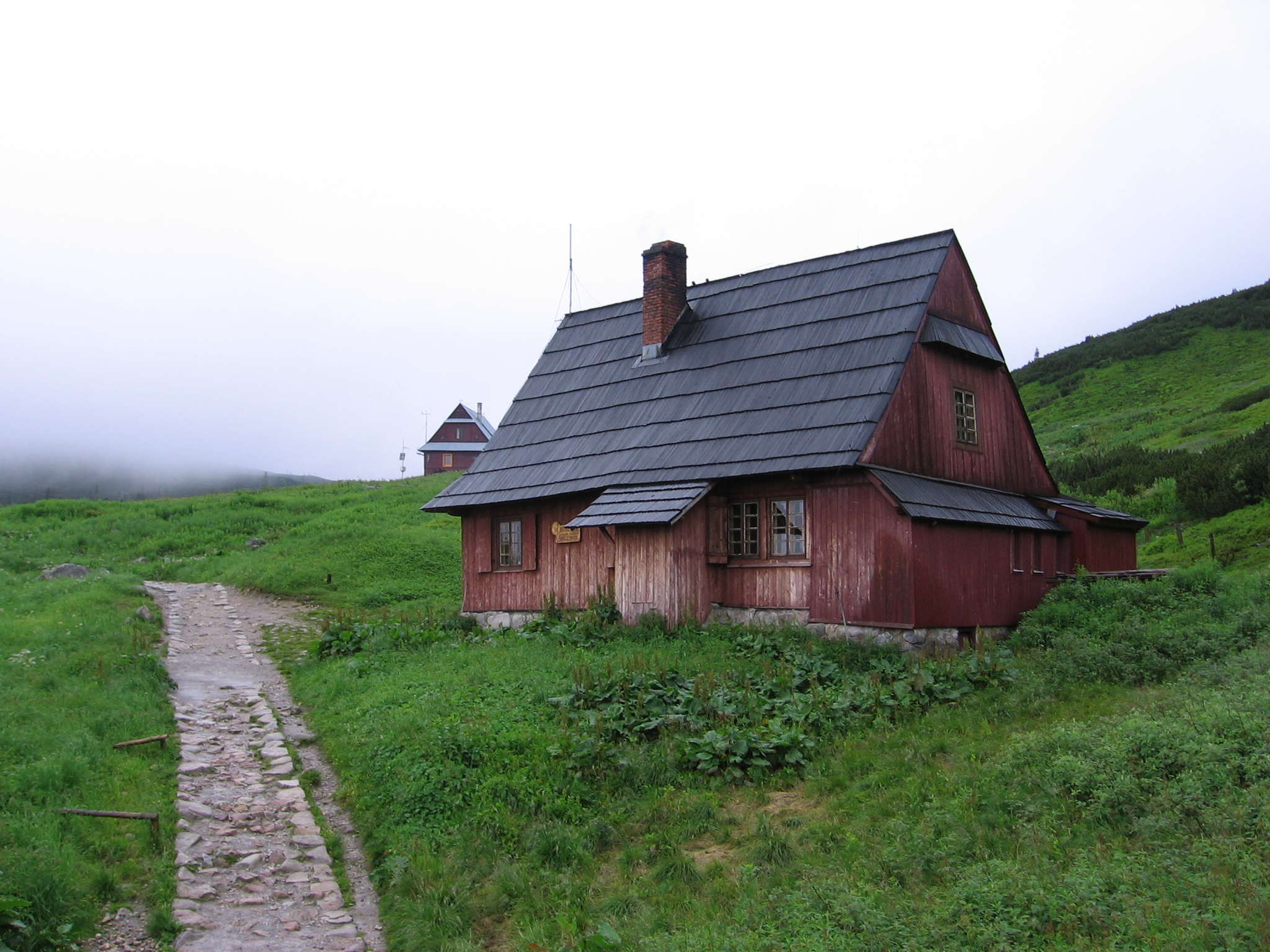
Betlejemka

Polski Związek Alpinizmu (PZA) – organizacja skupiająca kluby górskie, wspinaczkowe i jaskiniowe w Polsce. Ma ona strukturę federacji (jej członkami są tylko kluby).

## Działalność
PZA ukonstytuował się 3 marca 1974 z Klubu Wysokogórskiego (którego poszczególne koła regionalne stały się samodzielnymi klubami zrzeszonymi w PZA) oraz kilku mniejszych klubów, w tym Polski Klub Górski oraz nowo powstających akademickich klubów wspinaczkowych. W sensie tradycji jest spadkobiercą zwłaszcza Klubu Wysokogórskiego (który m.in. już wcześniej reprezentował Polskę w UIAA).
PZA zrzesza 70 podmiotów, w tym 47 klubów powierzchniowych oraz 23 kluby i sekcje jaskiniowe o łącznej liczbie ok. 5300 osób. PZA jest członkiem międzynarodowych organizacji alpinistycznych (np. UIAA) oraz speleologicznych (UIS), a także reprezentantem alpinizmu polskiego w stosunkach z zagranicznymi i międzynarodowymi organizacjami alpinistycznymi. 17 grudnia 2014 PZA został przyjęty w poczet członków zwyczajnych Polskiego Komitetu Olimpijskiego.
PZA zarządza także Centralnym Ośrodkiem Szkolenia PZA „Betlejemka”, zlokalizowanym na Hali Gąsienicowej w Tatrach na wysokości 1510 m n.p.m. i letnią bazą namiotową na Szałasiskach (Morskie Oko) oraz Polanie Rogoźniczańskiej (poniżej wylotu dolin Kościeliskiej i Chochołowskiej). Baza Rąbaniska została zlikwidowana.
W ściśle prawnym sensie PZA to związek sportowy działający w dziedzinie najszerzej rozumianego alpinizmu. Do jego zadań należą m.in. działalność szkoleniowa, edukacyjna i popularyzatorska, koordynacja wypraw, organizacja współzawodnictwa na terenie Polski i reprezentacja Polski w ramach współzawodnictwa międzynarodowego. PZA odpowiada również za nadawanie uprawnień wspinaczkowych i własnych uprawnień szkoleniowych.
PZA wydaje magazyn informacyjny „Taternik” (ukazujący się od 1907 r. – obecnie kwartalnik) oraz pomniejsze biuletyny.

## Władze PZA
Prezesami PZA byli (wybierani na 3-letnie kadencje przez Walne Zjazdy Delegatów):
- Andrzej Paczkowski (1974–1995)
- Leszek Cichy (1995–1999)
- p.o. Wojciech Święcicki (1999–2001)
- Janusz Onyszkiewicz (2001–2016)
- Piotr Pustelnik (2016–2023)[3]
- Marek Wierzbowski (od 2023)

Wiceprezesem związku był m.in. Piotr Morawski.